# Kalidium
Kalidium is een geslacht uit de amarantenfamilie (Amaranthaceae). De soorten komen voor in Spanje en verder van Turkije tot in Siberië en China.

## Soorten
- Kalidium caspicum (L.) Ung.-Sternb.
- Kalidium cuspidatum (Ung.-Sternb.) Grubov
- Kalidium foliatum (Pall.) Moq.
- Kalidium gracile Fenzl
- Kalidium schrenkianum Bunge ex Ung.-Sternb.
- Kalidium sinicum (A.J.Li) H.C.Fu & Z.Y.Chu
- Kalidium wagenitzii (Aellen) Freitag & G.Kadereit

... · 
Achyranthes · 
Aerva ·
Alternanthera ·
Amaranthus (Amarant) · 
Atriplex (Melde) · 
Axyris · 
Bassia (Zoutkruid) · 
Beta (Biet) · 
Blitum (Spiesganzenvoet) · 
Celosia · 
Chenopodium (Ganzenvoet) · 
Corispermum (Vlieszaad) · 
Dysphania · 
Halimione (Zoutmelde) · 
Halocnemum · 
Halothamnus · 
Haloxylon · 
Kochia · 
Krascheninnikovia · 
Polycnemum (Knarkruid) · 
Patellifolia · 
Ptilotus · 
Pupalia ·
Salicornia (Zeekraal) · 
Salsola (Loogkruid) · 
Spinacia · 
Suaeda · 
Traganum · 
...